# Cnaeus Baebius Tamphilus
Pour les articles homonymes, voir Baebius Tamphilus.
Cnaeus Baebius Tamphilus est un homme politique romain du IIIe siècle av. J.-C. et IIe siècle av. J.-C.
Fils de Quintus Baebius Tamphilus et frère de Marcus Baebius Tamphilus, consul en 181 av. J.-C.., il est tribun de la plèbe en 204 av. J.-C., puis consul de la République romaine en 182 av. J.-C. avec Lucius Aemilius Paullus Macedonicus.